# 奧爾良門站
奧爾良門站（法語：Porte d'Orléans），副站名勒克萊爾將軍站（法語：Général Leclerc），是巴黎地鐵的一個車站，得名于奥尔良门和勒克莱尔将军大街。奧爾良門站是巴黎地鐵4號線的車站，同時也可以在這裡換乘巴黎路面電車3號線。奧爾良門站位於巴黎十四區。奧爾良門站在1909年10月30日开通。

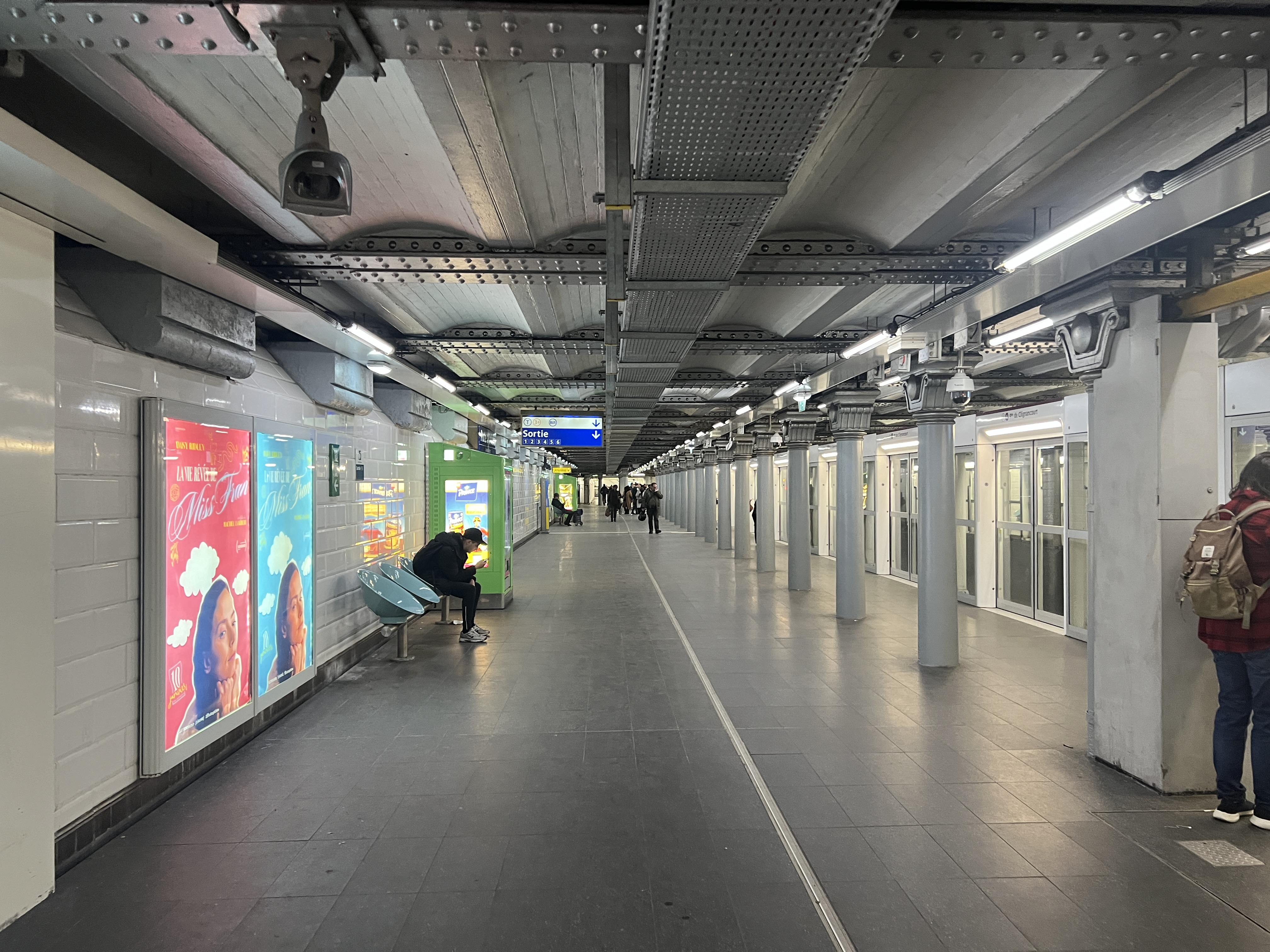
月台 (2024年2月)

## 車站結構
| 街道   |                    |                                      |
| B1     | 月台連接夾層       |                                      |
| 月台層 | 側式月台，右側開門 | 側式月台，右側開門                   |
| 月台層 | 北行               | 往克里尼昂古門（阿莱西亚）           |
| 月台層 | 南行               | 往巴涅-露西·奧布拉克（蒙魯日市政府） |
| 月台層 | 側式月台，右側開門 |                                      |